# Karma World
Karma World is een themagebied in het Belgische attractiepark Walibi Belgium. Het gebied opende naar aanleiding van een groots investeringsplan van Walibi Belgium waarin het park geleidelijk aan vernieuwd wordt. Het themagebied ging open in 2019, bij de start van het nieuwe seizoen op 6 april. 

## Geschiedenis
Karma World is het derde vernieuwde themagebied van Walibi Belgium. Het gebied vervangt het voormalige Ali Baba Land, dat in 1985 opende met de komst van de dark water ride Het Paleis van Ali Baba. In 1988 opende in hetzelfde themagebied de waterattractie Radja River. Een waterpartij met fonteinen moest in 2001 wijken voor de komst van Cobra, de Boomerang achtbaan van Vekoma. Het Paleis van Ali Baba sloot in 2001 definitief de deuren en werd sindsdien enkel nog gebruikt als spookhuis tijdens Halloween. 

## Van Ali Baba Land naar Karma World
Op 22 juni 2017 stelt Walibi Belgium een investeringsplan voor onder de naam Worlds of Walibi. Tot 2023 zal het park oude themagebieden vernieuwen en thematiseren om zo tot een grootse transformatie van 75% van het park te komen. Ook Ali Baba Land valt onder deze transformatie en werd in de winter van 2018 - 2019 omgevormd tot Karma World. Naast een grondige herthematisatie opende er in het gebied ook een nieuwe attractie: Popcorn Revenge, een interactieve darkride van het Belgische bedrijf Alterface. 
Karma World is een themagebied gebaseerd op Bollywood, gelegen in de fictieve stad Biwali City. Het gebouw van Ali Baba kreeg een grondige facelift en doet dienst als locatie voor Popcorn Revenge en een spookhuis voor Halloween. Het gebouw werd gethematiseerd naar het Grand Maharajah Theater, een Indisch cinemacomplex. Aan de buitenkant van het gebouw hangen filmposters van Bollywoodfilms, reclamepanelen voor fietsenmakers en een tuktuktaxiservice en diverse oriëntaalse ornamenten en versieringen. 
Ook Cobra werd mee betrokken in deze transformatie: de achtbaan kreeg een nieuw beige kleurenschema om beter in het nieuwe gebied te passen. De rode treinen werden lichtblauw geschilderd. Radja River kreeg een tweede inkom en ook de paden in het gebied werden opnieuw en ruimer aangelegd om de doorstroming te verbeteren. Hierdoor vond Karma World ook beter aansluiting tot het nabijgelegen voormalige Walibi Playland, dat in 2019 vernieuwd werd naar Fun World. 
In Karma World opende in 2019 ook het Indiase themarestaurant Delhi'cious, gethematiseerd naar een Indische antiekzaak en theemarkt. In dit nieuwe restaurant kunnen bezoekers genieten van Indische specialiteiten, zoals Chicken tikka masala, noedels en Bombay Chicken. Het restaurant heeft ook een groot terras dat deels gelegen is over het centrale meer van het park en dusdanig ook een panoramisch zicht heeft over het park. In de foodtruck Shiva's Food Truck kan je terecht voor een kleine honger.

## Attracties
- Cobra
- Popcorn Revenge (met giftshop)
- Vliegend Tapijt
- Radja River
- Palais du génie

## Restaurants
- Delhi'cious (Indische specialiteiten)
- Shiva's Food Truck (snacks en dranken)
- Radja River Grill (hotdogs, braadworsten en dranken)

## Trivia
- Het Nederlandse bedrijf Jora Vision is verantwoordelijk voor de uitvoering van de thematisatie van van zowel Karma World als Popcorn Revenge.
- De naam van het stadje waar Karma World gelegen is, Biwali, was in 1975 een mogelijke naam voor Walibi Belgium. Het woord Biwali omvat eveneens de eerste twee letters van de drie omliggende gemeenten rondom het park, maar dan in een andere volgorde: Bierges, Wavre en Limal.
- Popcorn Revenge omvat slechts de helft van het voormalige gebouw van Ali Baba. De andere helft van het gebouw doet nog steeds dienst als spookhuis Nagulaï tijdens Halloween. De ingang van dat spookhuis bevindt zich aan de andere kant van het gebouw.
- Karma World heeft zijn eigen themamuziek, gecomponeerd door het Duitse IMAscore.
- Tijdens Halloween 2019 werd Karma World gebruikt als volwaardige scare-zone.

Afbeeldingen · Geschiedenis van Walibi Belgium